# Pakhapani (Myagdi)
Pakhapani (nep. पाखापानी) – gaun wikas samiti w zachodniej części Nepalu w strefie Dhawalagiri w dystrykcie Myagdi. Według nepalskiego spisu powszechnego z 2001 roku liczył on 600 gospodarstw domowych i 2833 mieszkańców (1523 kobiet i 1310 mężczyzn).